# Port lotniczy Jużnokurilsk Miendielejewo
Port lotniczy Jużnokurilsk Miendielejewo (IATA: DEE, ICAO: UHSM) – port lotniczy położony w Jużno-Kurilsku, w obwodzie sachalińskim, w Rosji.
Znajduje się około 20 km od centrum miejscowości. Jedynym obsługiwanym połączeniem jest połączenie do Jużnosachalińska.

## Kierunki lotów i linie lotnicze
| Linia lotnicza | Kierunek           |
| -------------- | ------------------ |
| Aurora         | 1. Jużnosachalińsk |